# Фенианские набеги
Фениа́нские набе́ги (англ. Fenian raids, фр. Raids féniens) — нападения фенианского братства — объединения, состоящего из североамериканцев ирландского происхождения и основанного в США, — на британские учреждения в Канаде в период между 1866 и 1871 годами. Эти набеги, также известные как ирландское нашествие в Канаду, имели целью заставить тогдашнее британское правительство уйти из Ирландии. Эти действия привели к разногласиям в общине ирландоканадцев, разделённых между подданством своей новой родине и симпатией фенианским интересам. Ирландцы-протестанты, в большинстве своём подданные короны, боролись с фениями. Тогда как американские власти задерживали этих людей и конфисковывали у них оружие, всё-таки возникали дискуссии о том, что многие члены правительства закрывали глаза на подготовку нашествия, будучи раздражёнными многократными британскими действиями, воспринятыми как помощь конфедеративным силам во время американской гражданской войны. Всего произошло 5 фенианских набегов.

## Хронология набегов

### Набег на остров Кампобелло (1866)
Фении устроили рейд на приграничный остров Кампобелло в апреле 1866 года. В итоге разрушено несколько зданий.

### Набег в долину Ниагары (1866)
В 1866 году фении разделились на две группы. Первоначальная группа под руководством основателя движения, Джона О’Магони, сосредоточилась на сборе средств в Ирландии. Зато лидеры другой группы считали, что даже мелкий успех мог бы им обеспечить надёжную поддержку. После их неудачной попытки нашествия в Нью-Брансуик (точнее, на остров Кампобело), поддержанной О’Магони, они начали действовать в одиночку и подготовили нашествие на Канадский Запад (теперь это юг Онтарио) из Буффало.
Фенианский командующий Джон О’Нил со своим войском ночью 31 мая перешёл реку Ниагара и выступил против бригады канадской милиции около Риджуэя 2 июня 1866 года. Несколько сотен других фениев (канадские источники выдвигают цифру в три тысячи) остались в США, будучи остановленными прибытием «USS Мичиган», американского военного судна.
800 солдат О’Нила назвали себя Ирландской республиканской армией (ИРА), и некоторые из них переоделись в форму, на пуговицах которой было изображено это сокращение. Считается, что это название впервые появилось именно тогда.
После ночного перехода вместе с другими частями провинции, присоединившимися к ним, канадцы на рассвете направились на фениев в Риджуэй, маленькую деревушку к востоку от форта Эри. Канадская милиция, состоявшая из неопытных добровольцев, тренировавшихся лишь поверхностно и зачастую никогда не пользовавшихся оружием, была разбита при столкновении с фенианскими солдатами. Последние же в большинстве своём были закалёнными ветеранами Гражданской войны в США с оружием, оставшимся ещё после тех столкновений.
Некоторые впоследствии объяснили поведение канадских сил их небольшой численностью, усталостью и отсутствием продовольствия и начали делать упор на намного лучшее вооружение в распоряжении фениев. На самом же деле, имевшиеся запасы обеих сторон были сравнимы. Когда канадцам пришлось поспешно обороняться, фении быстро начали атаку, не заботясь о каком-либо подкреплении. Неопытность и решения канадских командующих в действительности имели большее влияние на исход сражения при Риджуэе. Следственный трибунал, образованный по запросам многих офицеров о поведении канадского командования во время сражения, оправдал подполковника Джона Стоутона Денниса, несмотря на обиду упомянутых офицеров и председателя трибунала, отстранившегося во время вынесения приговора. При этом подполковник Альберт Букер, на котором лежало командование канадскими добровольцами, был признан виновным в плохом управлении своими людьми.
Канадцы в беспорядке ушли с поля сражения, унося с собой своих погибших и раненых. В это время фении праздновали первую ирландскую победу над британскими войсками со времён битвы при Фонтенуа в 1745 году.
После первого столкновения канадцы отошли к Порт-Колборну при впадении Уэллендского канала в озеро Эри. Фении же по-прежнему оставались в Риджуэе, а чуть позднее перешли в форт Эри. Последовало ещё одно сражение, имевшее итогом капитуляцию мелкой группы местной милиции, оказавшейся в тылу у фениев. Наконец, посчитав, что никакое подкрепление не смогло бы перейти реку, и приняв во внимание приближение многочисленных войск, состоявших из милицейских и британских солдат, оставшиеся фении решили вернуться в Буффало. Они были перехвачены «Мичиганом» и сдались американскому военно-морскому флоту.

Прокламация президента Эндрю Джонсона, подтверждающая законы о нейтралитете, появилась через пять дней после начала нашествия, гарантируя, что это более не повторится. Два американских генерала, Улисс С. Грант и Джордж Г. Мид, прибыли в Буффало, чтобы оценить положение. Указания этих двух генералов состояли в запрете кому бы то ни было снова нарушать границу. После этого Грант отправился в Сент-Луис, а Мид, посчитав, что сражение при Риджуэе окончено и убедившись в заключении фениев в тюрьму в Буффало, отбыл в Огденсберг для оценки положения в зоне реки Святого Лаврентия. Американская армия получила приказ конфисковать у фениев оружие и боеприпасы и предупредить любую новую попытку перехода через границу. Другие указания от 7 июня состояли в задержании любого лица, подозреваемого в причастности к фенианскому братству.

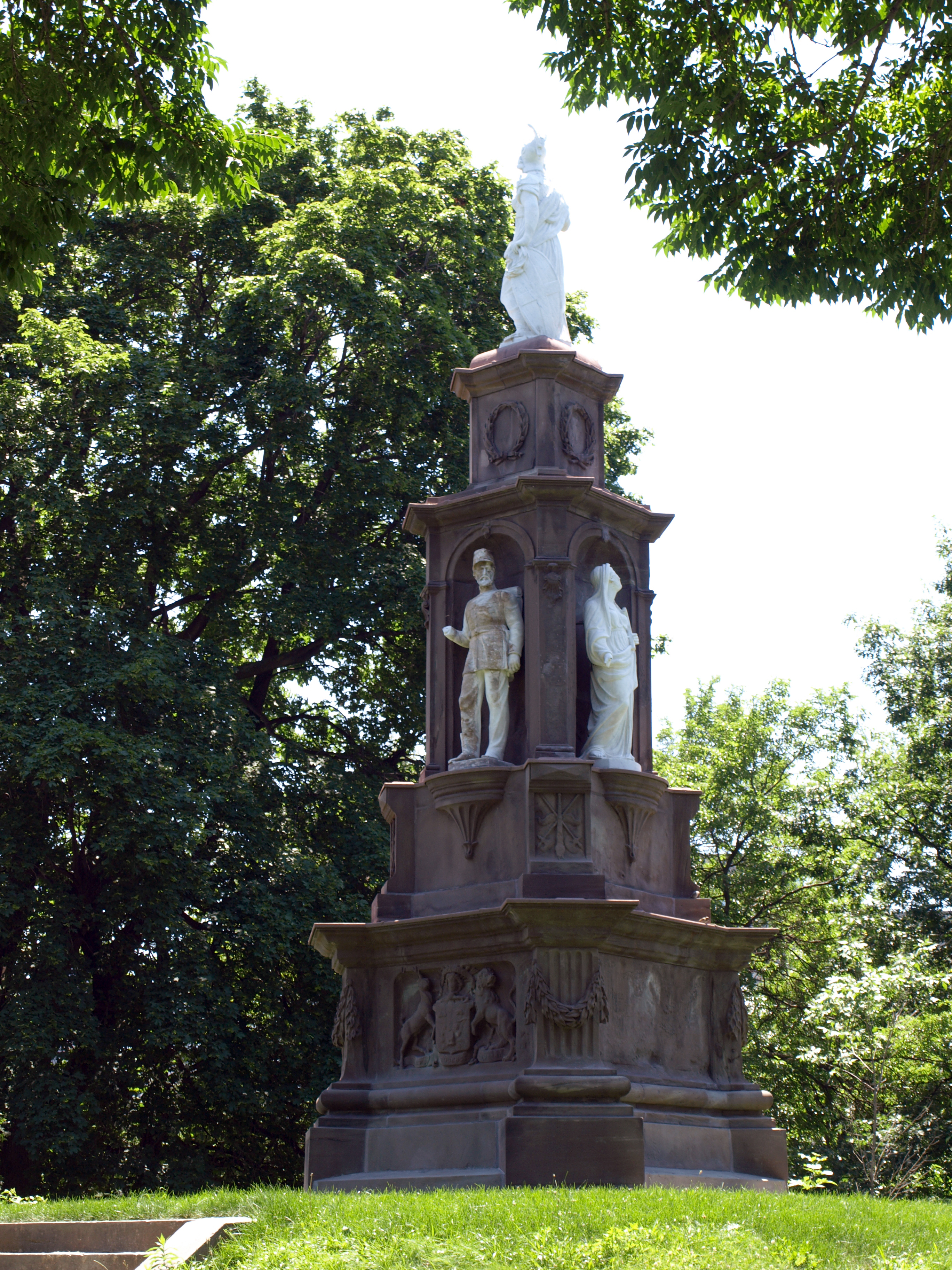
Памятник канадским добровольцам- борцам с фенианскими набегами. Парк Королевы в Торонто

По иронии судьбы, эти набеги 1866 года и усилия канадских колониальных войск по их отражению повлияли не на дело ирландской независимости, а на создание в 1867 году канадской конфедерации. Некоторые историки предположили, что это поражение в конечном итоге вернуло голоса приморских провинций за коллективную безопасность и превратило Риджуэй в сражение, создавшее Канаду.
В последующие годы риджуэйское сражение было забыто, а его возможная связь с созданием конфедерации даже в школах упоминалась редко. Памятник в честь павших во время этой битвы солдат был забыт и разрушился, спрятанный за стеной университетской библиотеки. Лишь в июне 2006 году агентство по наследию Онтарио открыло мемориальную доску во время празднования 140-й годовщины сражения.
Многие члены Полка Королевских собственных стрелков Канады (The Queen’s Own Rifles of Canada), участвовавшего в сражении при Риджуэе, каждый год в ближайшие ко 2 июня выходные приезжают на место столкновения, чтобы прогуляться по местам сражения на велосипеде.
Александр Мьюр, шотландский иммигрант и автор старого канадского гимна «The Maple Leaf Forever», сражался в Риджуэе, когда служил в этом полку.

### Набег на Пиджон-Хилл (1866)
Этот набег был направлен в долину реки Святого Лаврентия в 1866 году.

### Набег на графство Миссискуа (1870)
Этот набег был произведён на графство вдоль границы, отделяющей Квебек от Вермонта в 1870 году. Канадцы помешали нападению благодаря разведывательным данным, полученным от Томаса Биллиса Бича.

### Набег Пимайна (1871)
Этот набег был проведён в области Манитоба в 1871 году.

## Волнения на тихоокеанском северо-западе

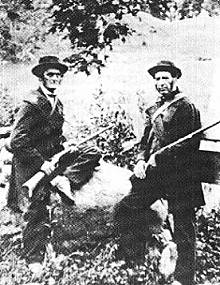
Добровольцы канадской Home Guard в 1870 году

Фенианское братство переместилось в штаты тихоокеанского северо-запада в 1870—1880-е годы, готовя вторжение в Британскую Колумбию. Хотя никакого набега и не произошло, напряжения, созданного этим перемещением, было достаточно, чтобы британцы разместили в Ванкувере множество военных судов во время торжественного открытия Canadian Pacific Railway в 1886 году.

## Итоги и долгосрочные последствия

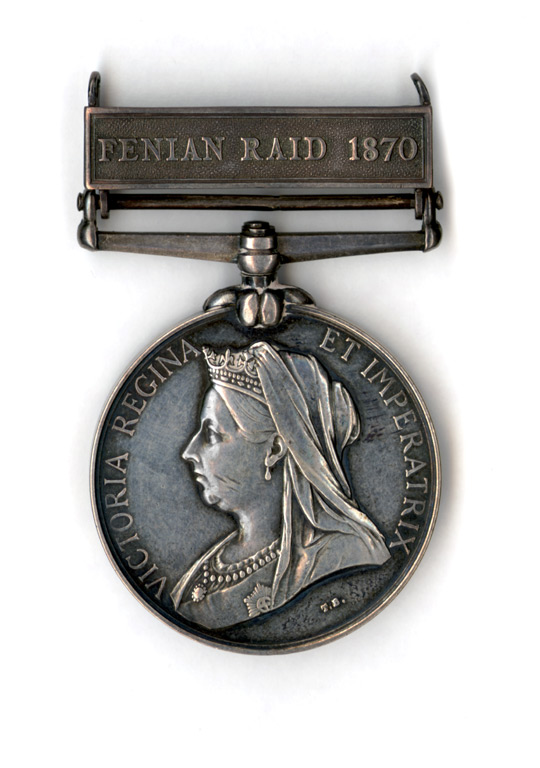
Канадская медаль 1870 года

Поддержка фенианского нашествия в Канаду ослабла, и после 1890-х всякая возможная угроза исчезла. Однако действия, проводившиеся ранее, имели очень отрицательное воздействие на канадо-американские отношения ещё долгие годы после последнего набега.
В Канаде очень рассердились на американское правительство, канадцы считали, что оно закрывало глаза и допустило проведение набегов, не приняв ни малейших мер по противодействию им. Были даже некоторые указания на то, что президент Эндрю Джонсон мог поддержать все первые набеги, когда он признал действия законченными (иначе говоря, признал итоги расследования на месте, где фении одержали победу, окончательными).
Отношения между двумя странами оставались натянутыми до тех пор, пока две стороны не сблизились заново в первое десятилетие XX века. Но даже если их отношения ещё более улучшились в этот период, настоящее согласие появилось лишь при совместном сотрудничестве во время Второй мировой войны.